# Зара (Сивас)
Зара (тур. Zara), ранее  Кочгири (Koçgiri) — город в Турции, в регионе Центральная Анатолия, центр провинции Сивас. В административном отношении разделён на 9 махалла (кварталов).

## География

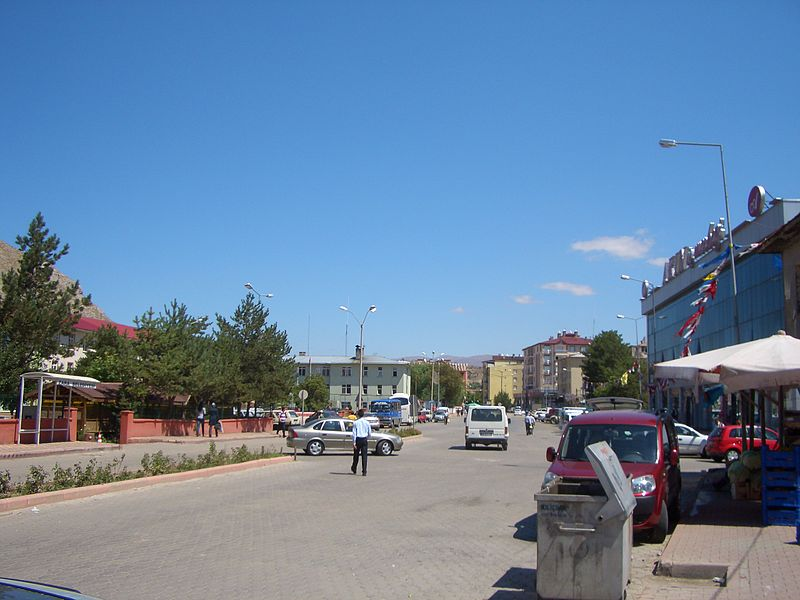
На улицах Зары

Район Зара находится в центре провинции Сивас. Соседями являются районы Доджаншар на северо-западе, Коюльхисар на севере, Сушехри на северо-востоке, Кингал на юго-западе, Хафик на западе, Имранли на востоке. Административная территория Зара находится в горной местности, на высотах от 2000 до 2500 метров над уровнем моря. Наиболее высокими являются горы Текели (2621 м), Бейдаджи (2792 м) и Гюрлевик-Даджи (2676 м). Через иль Зара протекает река Кизил-Ирмак.
Город Зара находится на шоссе, в 72 километрах на северо-восток от центра провинции, города Сивас. На север, к побережью Чёрного моря от него ведёт трасса D865 (Devlet yolu 865) длиной в 213 километров. С ней здесь пересекается проложенная в направлении с запада на восток автострада D200.

## История
Район Зара как административная единица существовал ещё до провозглашения Турецкой республики в 1923 году, во времена Османской империи (тогда район именовался «каза»). 

## Население
Во время первой переписи населения в Турецкой республике в 1927 году здесь проживало 47.771 человек на площади в 3.180 кв.км, в городе Зара и 257 деревнях. В собственно городке Зара тогда числилось 4.703 жителя. В настоящее время в иле Зара существуют 135 деревень (Кёй) , в которых проживают в среднем по 76 человек. В селе Коркут насчитывается 739 человек, в двух других деревнях - лишь по 11. В 41 деревне проживает населения более, чем в среднем по району. Городской (общинный) статус Зара получила в 1881 году.

## Экономика
Помимо сельского хозяйства, в районе Зары с древних времён добывались серебро и свинец, а также каменный уголь, асбест и мышьяк.